# Plagiopholis
Plagiopholis är ett släkte av ormar. Plagiopholis ingår i underfamiljen Pseudoxenodontinae och familjen snokar.
Arterna är med en längd mindre än 75 cm små ormar. De förekommer i Kina, Myanmar och Thailand. Individerna vistas på marken.
Arter enligt Catalogue of Life:
- Plagiopholis blakewayi
- Plagiopholis delacouri
- Plagiopholis nuchalis
- Plagiopholis styani
- Plagiopholis unipostocularis, godkänns inte av The Reptile Database.[3]